# Arthur (Illinois)
Arthur es una villa situada en los condados de Douglas y Moultrie, Illinois, Estados Unidos. Tiene una población estimada, a mediados de 2021, de 2227 habitantes.
La calle principal de Arthur, Vine Street, es la línea divisoria entre los condados. 
En la localidad se localiza la mayor y la más antigua comunidad amish de Illinois, que fue fundada en la década de 1860.
Fue reconocida como villa en abril de 1877. En ese entonces tenía una población de unos 300 habitantes.
La primera elección de la villa se celebró el 12 de junio de 1877. CG McComb, Mat Hunsaker, WH Reeder, HC Jones, JW Sears y Nick Thompson fueron elegidos como trustees, mientras que JW Barrum resultó electo como secretario.

## Geografía
La localidad está ubicada en las coordenadas 39°42′52″N 88°28′11″O / 39.71444, -88.46972 (39.714453, -88.469594).
De acuerdo a la Oficina del Censo de los Estados Unidos, tiene un área total de 3.46 km², correspondiente en su totalidad a tierra firme.

## Demografía
Según el censo de 2020, en ese momento había 2231 personas, 958 hogares y 521 familias en la localidad. La densidad de población era de 644.8 hab./km²). Había 1036 viviendas, con una densidad media de 299.4/km². El 92.38% de los habitantes eran blancos, el 0.22% eran afroamericanos, el 0.22% eran amerindios, el 0.49% eran asiáticos, el 2.42% eran de otras razas y el 4.26% eran de una mezcla de razas. Del total de la población, el 6.01% eran hispanos o latinos de cualquier raza.